# Тонхаузен
Тонхаузен (нем. Thonhausen) — община в Германии, в земле Тюрингия.
Входит в состав района Альтенбург. Подчиняется управлению Оберес Шпроттенталь. Население составляет 590 человек (на 31 декабря 2010 года). Занимает площадь 9,40 км².
Община подразделяется на 3 сельских округа.

## Население
| Год  | Численность | Численность |
| ---- | ----------- | ----------- |
| 2017 | 546         | [ 1 ]       |
| 2019 | 537         | [ 4 ]       |
| 2021 | 521         | [ 5 ]       |
| 2022 | 509         | [ 6 ]       |
| 2023 | 501         | [ 2 ]       |